# Isla del Sol
A Bolíviához tartozó Isla del Sol (spanyol nevének jelentése: a Nap szigete) a Titicaca-tó legnagyobb szigete.
Egy legenda szerint erről a szigetről ered az inkák birodalma: Manco Cápac és felesége, Mama Ocllo itt alapították dinasztiájukat, és később innen indultak el Cuzco megalapítására. Sőt, vannak, akik szerint az egész emberiség, amelyet Virakocsa isten teremtett egy nagy árvíz után, innen származik. Az viszont nem legenda, hogy az inkák korában egy, a napistennek szentelt templom állt itt, erről kapta a nevét is.

## Leírás
Az igen tagolt partvonalú sziget Bolívia nyugati részén, a Titicaca-tó középpontjáról délkeletre található. Közigazgatásilag La Paz megye Manco Kapac tartományához tartozik. Hossza 9,6, szélessége 4,8 km. Három települése van: Challa, Challapampa és Yumani. Challa a keleti részén fekszik, ahol egy fehér homokos part húzódik, Challapampa északon, míg Yumani délen található.
Területén több régészeti lelőhely található, például Challa és Ch’uxuqullu romjai, valamint olyan érdekes helyszínek, mint a puma sziklája,  a pilcocainai templomrom, az inka lépcső, a Chincana (más néven labirintus) és az elsüllyedt város. A Yumaniban található lépcső az úgynevezett élet forrásához vezet fel a partról.
A sziget lakói kecsuák és ajmarák, akik saját nyelvükön kívül általában spanyolul is beszélnek. Fő megélhetési forrásuk a növénytermesztés, a pásztorkodás, a kézművesség és a turizmus.

## Turizmus
Turisták számára a Copacabanából rendszeresen induló csónakjáratokkal közelíthető meg, az út másfél–két óráig tart. Az utasok általában a sziget északi részén található challapampai kikötőbe érkeznek meg, gyalog sétálnak végig a szigeten egy ősi ösvényen, majd a déli, Yumaniban található kikötőből indulva térnek vissza a szárazföldre. A kikötőben túravezetők várják a látogatókat, akiknek a szolgáltatását nem kötelező igénybe venni.
A szálláshelyek többsége Yumaniban van, de Challapampában is meg lehet szállni. Több helyen működnek vendéglők, kávézók és pizzériák. Az Elsüllyedt Város Aranymúzeumába való belépésért és a különböző szent helyek és romok megtekintéséért belépődíjat kell fizetni.

## Képek

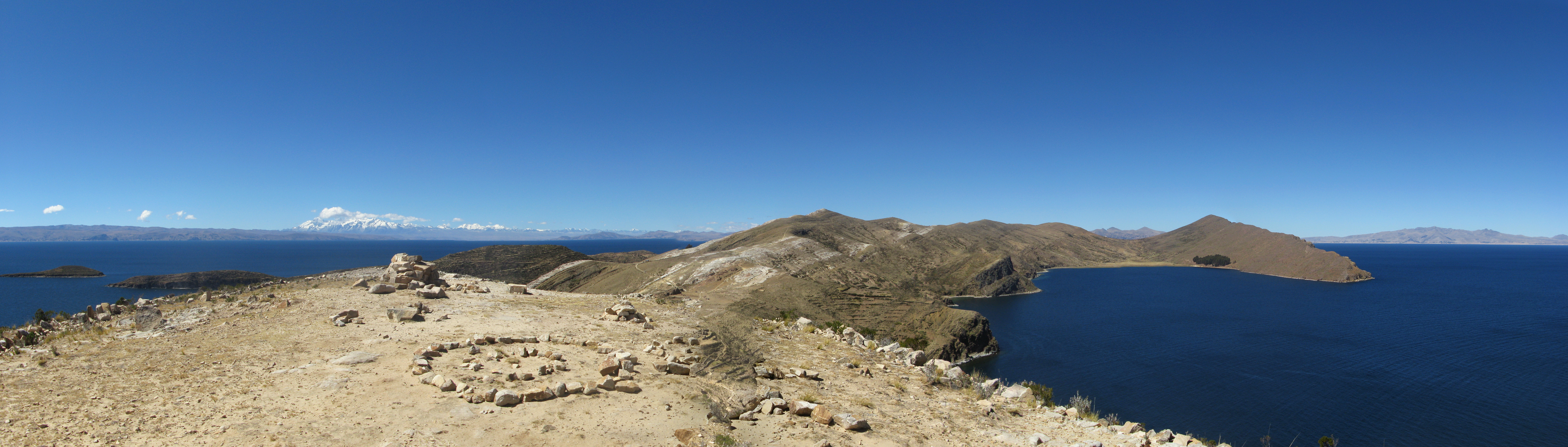
Nagy felbontású kép a sziget északi részéről
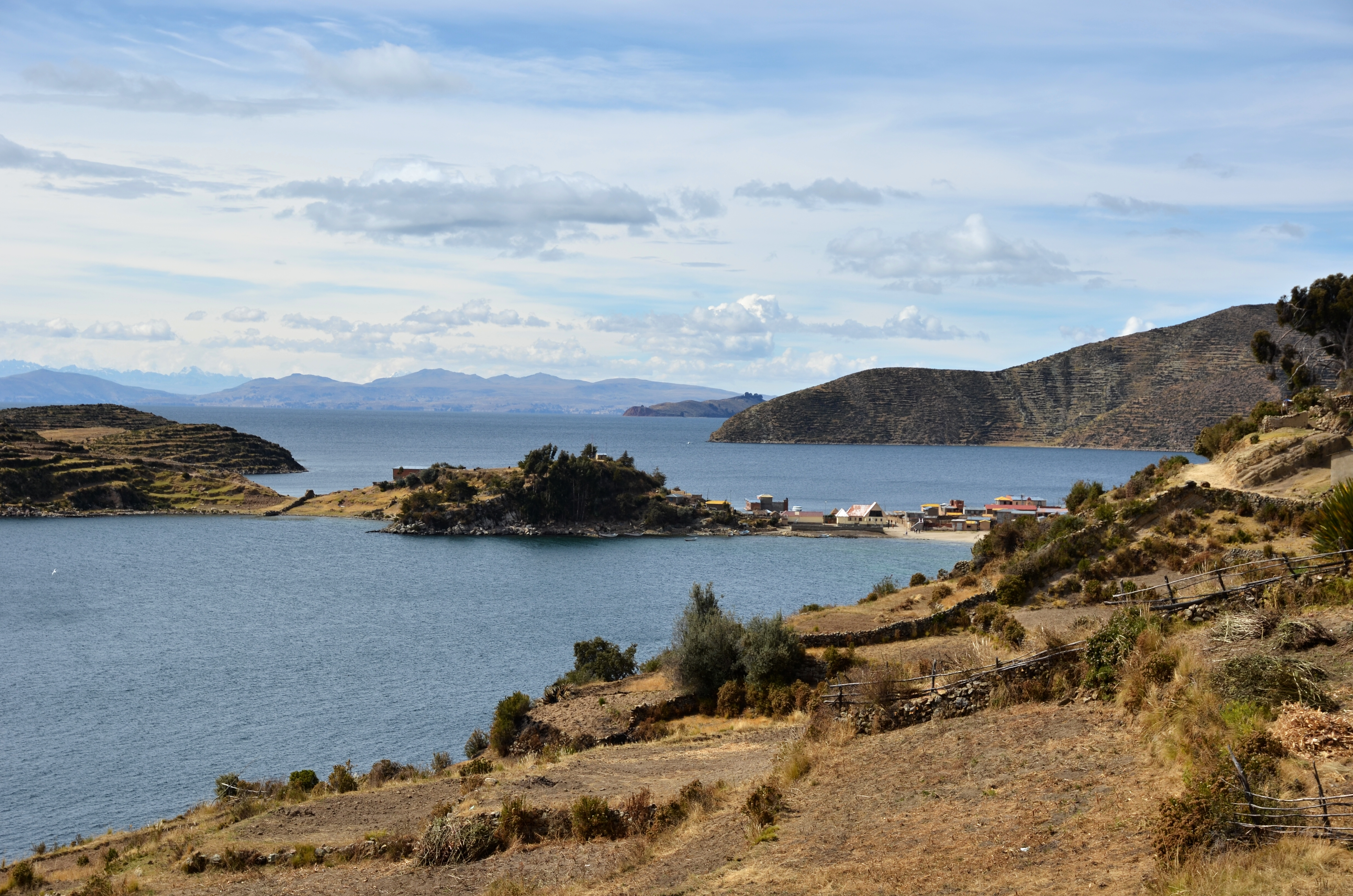
Tájkép
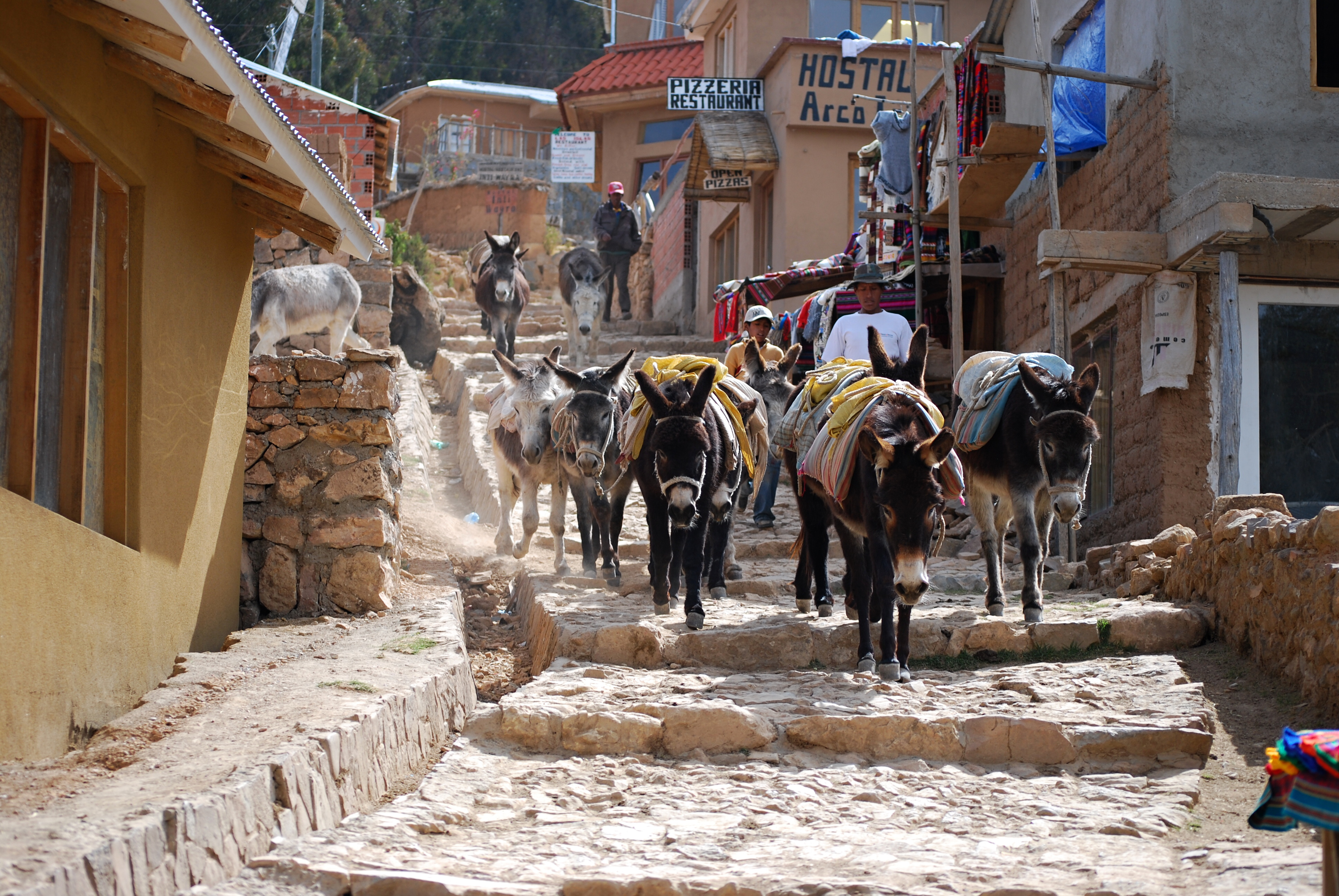
Yumani település
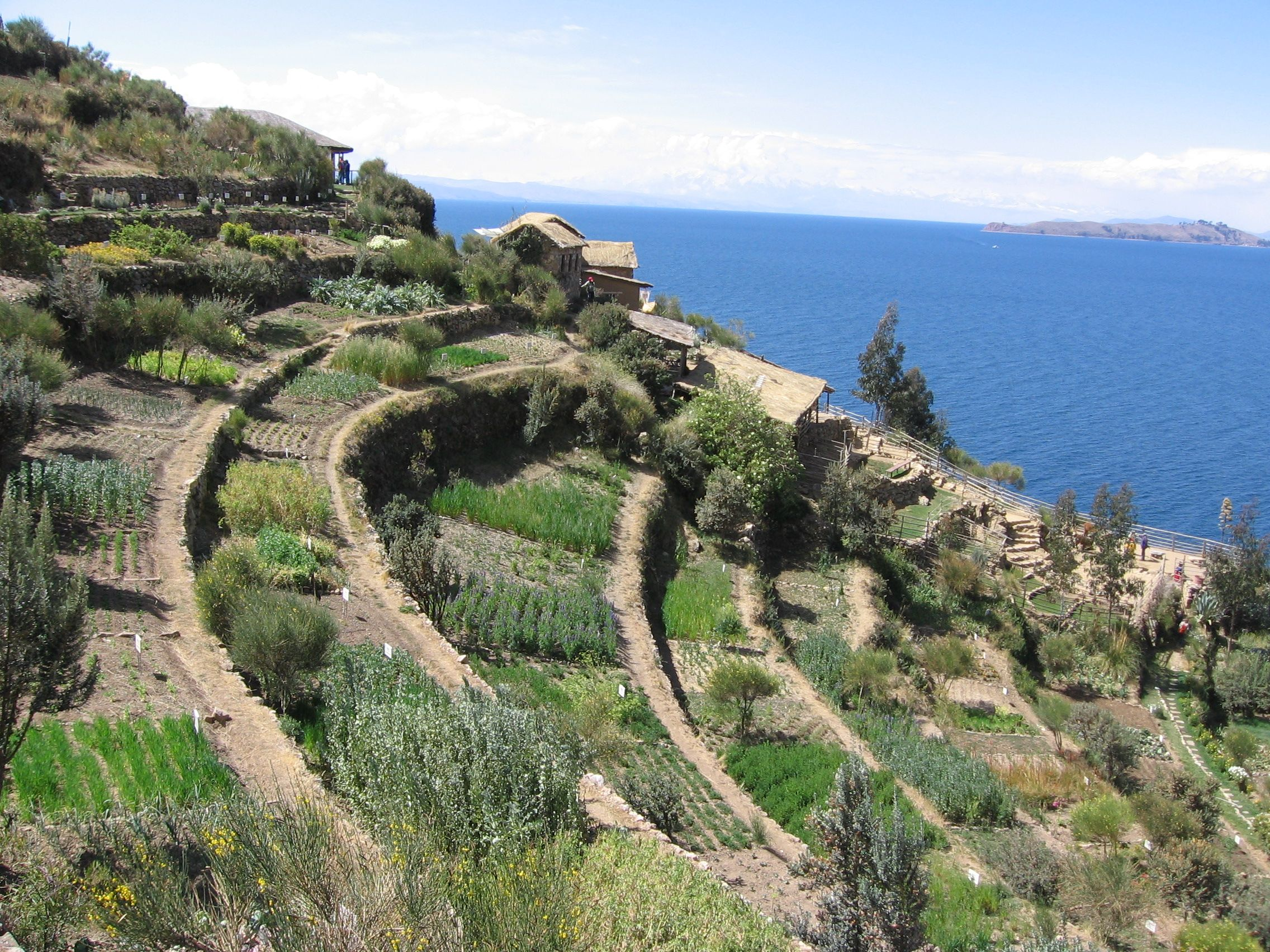
Teraszos hegyoldal